# USS Arleigh Burke (DDG-51)
Pour les articles homonymes, voir Arleigh Burke (homonymie).
L’USS Arleigh Burke  (DDG-51) est un destroyer américain de la classe Arleigh Burke, navire-tête de sa classe. Il est nommé d'après Arleigh Burke (1901-1996), amiral de l'United States Navy pendant la Seconde Guerre mondiale et la guerre de Corée. Commissionné en 1991 et toujours en service en 2014, il a été construit au chantier naval Bath Iron Works dans le Maine et son port d’attache est la base navale de Norfolk dans l'État de Virginie.

## Histoire du service
Il participe dans la nuit du 22 au 23 septembre 2014 a la première vague d'opérations aériennes de la coalition internationale en Syrie en lançant une partie des 47 BGM-109 Tomahawk utilisés à cette occasion.

## Dans la culture populaire
Il apparaît dans l'épisode The Immortals de la saison 1 de NCIS : Enquêtes spéciales.
Il apparaît également dans l'épisode 21 de la première saison de la série J.A.G.